# Mallinathapura, Hunsur
Mallinathapura là một làng thuộc tehsil Hunsur, huyện Mysore, bang Karnataka, Ấn Độ.